# Drexel (Ohio)
Drexel es un lugar designado por el censo ubicado en el condado de Montgomery en el estado estadounidense de Ohio. En el Censo de 2010 tenía una población de 2076 habitantes y una densidad poblacional de 367,01 personas por km².

## Geografía
Drexel se encuentra ubicado en las coordenadas 39°44′17″N 84°17′35″O / 39.73806, -84.29306. Según la Oficina del Censo de los Estados Unidos, Drexel tiene una superficie total de 5.66 km², de la cual 5.66 km² corresponden a tierra firme y (0%) 0 km² es agua.

## Demografía
Según el censo de 2010, había 2076 personas residiendo en Drexel. La densidad de población era de 367,01 hab./km². De los 2076 habitantes, Drexel estaba compuesto por el 50.48% blancos, el 45.33% eran afroamericanos, el 0.43% eran amerindios, el 0.05% eran asiáticos, el 0% eran isleños del Pacífico, el 0.39% eran de otras razas y el 3.32% pertenecían a dos o más razas. Del total de la población el 3.52% eran hispanos o latinos de cualquier raza.